# Otto Mazal
Otto Mazal (* 26. Juli 1932 in Wien; † 23. Juni 2008 ebenda) war ein österreichischer  Bibliothekar und Byzantinist sowie Direktor der Handschriften- und Inkunabelsammlung der Österreichischen Nationalbibliothek.

## Leben
Mazal absolvierte in den Jahren 1950 bis 1955 ein Studium der Klassischen Philologie an der Universität Wien, das er mit der Promotion sub auspiciis abschloss. Von 1956 bis 1992 war er an der Handschriften- und Inkunabelsammlung der Österreichischen Nationalbibliothek tätig, deren Leitung als Direktor er von 1970 bis 1992 innehatte. 1968 erfolgte seine Habilitation im Fach Byzantinistik an der Universität Wien. Von diesem Zeitpunkt an war er dort als Universitätsdozent am Institut für Byzantinistik und Neogräzistik tätig. Er war korrespondierendes Mitglied der philosophisch-historischen Klasse der Österreichischen Akademie der Wissenschaften.
Mazal hat über 160 selbstständige Publikationen und Fachartikel verfasst sowie mindestens 89 Artikel für Fachlexika. Er war Mitbegründer der Zeitschrift Codices Manuscripti.
Otto Mazal wurde am Ober Sankt Veiter Friedhof in Wien bestattet.
Otto Mazal war verheiratet und hatte drei Kinder. Seit 1950 war er Mitglied der katholischen Studentenverbindung KÖStV Austria Wien im ÖCV.

## Auszeichnungen
- Promotio sub auspiciis Praesidentis rei publicae
- Österreichisches Ehrenkreuz für Wissenschaft und Kunst I. Klasse
- Großes Goldenes Ehrenzeichen für Verdienste um das Bundesland Niederösterreich
- Silbernes Ehrenzeichen des Landes Oberösterreich
- Ehrenmedaille des Landes Wien in Gold
- Dr.-Josef-Bick-Ehrenmedaille in Bronze, Silber und Gold der Vereinigung österreichischer Bibliothekare
- Verleihung des Berufstitels Außerordentlicher Universitätsprofessor durch den Bundespräsidenten 1976 (auf Grund der Entschließung des Bundespräsidenten BGBl. II Nr. 49/2008 darf seit Februar 2008 der Berufstitel Universitätsprofessor geführt werden)

## Veröffentlichungen (Auswahl)
- Der Roman des Konstantinos Manasses. Überlieferung, Rekonstruktion, Textausgabe der Fragmente (= Wiener byzantinistische Studien. 4, ZDB-ID 503245-3). Böhlau (in Kommission), Graz u. a. 1967.
- Der Mainzer Psalter von 1457. Kommentar zum Faksimiledruck. Vorwort von Aloys Ruppel. Stocker, Dietikon-Zürich 1969.
- Europäische Einbandkunst aus Mittelalter und Neuzeit. 270 Einbände der Österreichischen Nationalbibliothek. Akademische Druck- und Verlags-Anstalt, Graz 1970.
- Himmels- und Weltenbilder. Kleinodien der österreichischen Buchmalerei aus der Österreichischen Nationalbibliothek. Edition Tusch, Wien 1973, ISBN 3-85063-019-6.
- Einführung in: Wiener Hispana-Handschrift. Vollständige Faksimile-Ausgabe im Originalformat des Codex Vindobonensis 411 (= Codices selecti. 41). Akademische Druck- und Verlags-Anstalt, Graz 1974, ISBN 3-201-01056-1.
- mit Eva Irblich und István Németh: Wissenschaft im Mittelalter. Wien 1975 (= Biblos-Schriften. Band 83).
- Buchkunst der Gotik (= Buchkunst im Wandel der Zeiten. 1). Akademische Druck- und Verlags-Anstalt, Graz 1975, ISBN 3-201-00949-0.
- Buchkunst der Romanik (= Buchkunst im Wandel der Zeiten. 2). Akademische Druck- und Verlags-Anstalt, Graz 1978, ISBN 3-201-01056-1.
- Kommentar zur Wiener Genesis. Faksimile-Ausgabe des Codex theol. Gr. 31 der Österreichischen Nationalbibliothek in Wien. Insel-Verlag, Frankfurt am Main 1980.
- Byzanz und das Abendland. Akademische Druck- und Verlags-Anstalt, Graz 1981, ISBN 3-201-01158-4 (Ausstellung, Handschriften- und Inkunabelsammlung – Österreichische Nationalbibliothek, Handbuch und Katalog, Prunksaal 25. Mai – 10. Oktober 1981).
- Pflanzen, Wurzeln, Säfte, Samen. Antike Heilkunst in Miniaturen des Wiener Dioskurides. Akademische Druck- und Verlags-Anstalt, Graz 1981, ISBN 3-201-01169-X.
- Ein Lehrbuch für Maximilian I. Der Codex Ser.n. 2617 der Österreichischen Nationalbibliothek in Wien. Kommentar zum Faksimile. Andreas & Andreas, Salzburg 1981.
- Prinz Eugens schönste Bücher. Handschriften aus der Bibliothek des Prinzen Eugen von Savoyen. Akademische Druck- und Verlags-Anstalt, Graz 1986, ISBN 3-201-01318-8.
- Lehrbuch der Handschriftenkunde (= Elemente des Buch- und Bibliothekswesens. 10). Reichert, Wiesbaden 1986, ISBN 3-88226-362-8.
- Ein Weltgebäude der Gedanken. Akad. Dr.- u. Verl.-Anst., Graz 1987, ISBN 3-201-01355-2.
- Der Aristoteles des Herzogs von Atri. Die Nikomachische Ethik in einer Prachthandschrift der Renaissance. Codex phil. gr. 4 aus dem Besitz der Österreichischen Nationalbibliothek in Wien. Akademische Druck- und Verlags-Anstalt, Graz 1988, ISBN 3-201-01416-8.
- mit Tarif Al Samman: Die arabische Welt und Europa. Akademische Druck- und Verlags-Anstalt, Graz 1988, ISBN  3-201-01419-2 (Ausstellung, Handschriften- und Inkunabelsammlung – Österreichische Nationalbibliothek, Handbuch und Katalog, Prunksaal 20. Mai – 16. Oktober 1988).
- Handbuch der Byzantinistik. Akademische Druck- und Verlags-Anstalt, Graz 1989, ISBN 3-201-01432-X.
- Königliche Bücherliebe. Die Bibliothek des Matthias Corvinus. Akademische Druck- und Verlags-Anstalt, Graz 1990, ISBN 3-201-01509-1.
- Die Sternenwelt des Mittelalters. Akademische Druck- und Verlags-Anstalt, Graz 1993, ISBN 3-201-01590-3.
- Einbandkunde. Die Geschichte des Bucheinbandes (= Elemente des Buch- und Bibliothekswesens. 16). Reichert, Wiesbaden 1997, ISBN 3-88226-888-3.
- Justinian I. und seine Zeit. Geschichte und Kultur des byzantinischen Reiches im 6. Jahrhundert. Böhlau, Köln u. a. 2001, ISBN 3-412-02501-1.
- Die Überlieferung der antiken Literatur im Buchdruck des 15. Jahrhunderts (= Bibliothek des Buchwesens. Band 14). 4 Teilbände, Hiersemann, Stuttgart 2003, ISBN 3-7772-0317-3.
- Österreichischen Nationalbibliothek. Inkunabelkatalog. Band 1: A – B. Reichert, Wiesbaden, 2004, ISBN 3-89500-386-7.
- Geschichte der abendländischen Wissenschaft des Mittelalters. 2 Bände. Akademische Druck- und Verlags-Anstalt, Graz 2006, ISBN 978-3-201-01822-7.
- Incunabula Patristica. Bibliographie der Wiegendrucke christlicher Autoren der Antike. Bearbeitet von Judith Hamann-Lenzinger (= Bibliothek des Buchwesens. Band 22). 4 Teilbände, Hiersemann, Stuttgart 2012–2019, ISBN 978-3-7772-1202-9.